# Отряд джунглей спешит на помощь
Отряд джунглей спешит на помощь (фр. Les As de la Jungle à la Rescousse; англ. The Jungle Bunch to the Rescue) — французский мультсериал. Сериал состоит из 2 сезонов, и по словам создателей, на данный момент 3 сезон находится в производстве.
Отряд джунглей спешит на помощь выиграл международную премию «Эмми» в категории «Kids: Animation» в 2014 году.
Помимо этого сериала также существует два полнометражных мультфильма: «Отряд джунглей в ледяной дали» (2011) и «Дозор джунглей» (2017).

## Сюжет
Действия мультсериала происходят в тропических джунглях. Основными персонажами является команда «Отряд джунглей» во главе с Морисом, состоящая из Джуниора, Мигеля, Гилберта, Батрисии и Эла с Бобом, которые всегда готовы прийти к каждому на помощь.

## Персонажи
- Морис (фр. Maurice) — императорский пингвин. Морис является лидером джунглей и никогда не стесняется находить новые приключения для команды. Сам Морис называет себя как «Великий воин-тигр», и часто окрашивает свое тело в желтые полосы, тем самым имитируя на себе «тигровый окрас».
- Джуниор (фр. Junior) — оранжевая рыбка с чёрными полосками. Приёмный сын Мориса. Большую часть времени находится в стеклянной банке с водой, которую Морис периодически несёт под подмышкой. Джуниор умеет разговаривать, но однако для зрителей это выглядит как неразборчивый бубнеж.
- Мигель (фр. Miguel) — Восточная равнинная горилла. Как говорят о том, что гориллы мирные животные, Мигель и вправду очень добрый. Как горилла, он очень сильный, но порой бывает по характеру ранимый чуть ли не до меланхолии. Мигель всегда разговаривает в третьем лице.
- Гилберт (фр. Gilbert) — долгопят. «Мозг» команды. Гилберт большую часть времени проводит находясь на ветке дерева. Часто бывает в плохом настроении, что делает его большим ворчуном. В Гилберта влюблена Батрисия, но он этого не замечает.
- Батрисия (фр. Batricia) — летучая мышь. В команде Батрисия служит в качестве наблюдения с воздуха. Влюблена в Гилберта.
- Эл (фр. Al) и Боб (фр. Bob) — лягушки. Эл оранжевого окраса и тощий, а Боб зелёного окраса и пухлого телосложения. Несмотря на то, что они являются частью команды, они не сопровождают героев в миссиях.
- Фред (фр. Fred) — бородавочник. Всегда общается с помощью песни.